# 어쩌다 가족
《어쩌다 가족》은 2021년 3월 21일부터 2021년 6월 6일까지 방송된 TV조선의 예능드라마이다.

## 소개
한 지붕 세 가족? 아니 두 지붕 한 가족! 피 한 방울 섞이지 않은 남남이 모여 어쩌다 진짜 가족이 되어가는 웃음과 감동의 색다른 가족 드라마

## 등장 인물

### 주요 인물
- 성동일 : 성동일 역 - 비행전문가, 하늘 하숙집 주인. 희경의 남편. 하늘의 아버지. 캡틴에서 피노키오로 인생 이모작 성공한 중년의 롤모델.
- 진희경 : 진희경 역 - 국정원 출신, 동일의 아내. 하늘의 어머니. 어쩌다 가족같은 소리! 그게 다 국정원 기술이지.
- 김광규 : 김광규 역 - 동일의 후배, 지석의 형. 마흔 다섯에 트로트 천왕을 꿈꾼다.

### 하늘이네 하숙집
- 안드레아스 바르사코풀로스 : 레오 역 - 티로드 부기장, 2층 1호. 언어 연금술사. 아니 언어 테러리스트! 레오의 입을 다물게 하는 자 동일의 축복을 받을 지어다.
- 이본 : 이본 역 - 티로드 항공사 승무원 팀장, 2층 2호. 악천후에만 비상 착륙하는 연애세포 누가 좀 박멸해주세요.
- 길은혜 : 길은혜 역 - 티로드 신입승무원, 2층 3호. 하숙집에 유배된 사가지 공주...
- 김민교 : 김민교 역 - 티로드 정비부기사, 2층 4호. 비행기가 아닌 사랑도 정비하고 싶다, 내가 고칠 수 없는 유일한 고장.. 수시로 바뀌는 여자의 마음..

### 김씨 하숙집
- 박근영 : 김근영 역 - 티로드 승무원, 광규와 지석의 막내동생. 형들과 함께 살지만 마음만은 동일이네 집에 산다.
- 권은빈 : 성하늘 역 - 동일과 희경의 딸, 당신 눈에 안 보이는 그거 미안하지만.. 내가 말해줘도 돼?
- 서연우 : 김연우 역 - 지석의 딸, 광규와 근영의 조카. 우리 아빠랑 결혼해주세요! 제가 사은품으로 따라 갑니다.
- 서지석 : 김지석 역 - 연우의 아버지, 티로드 기장. 광규의 남동생. 근영의 형. 내가 날고 있는 이 하늘 어딘가에 존재하는 그녀에게 묻고 싶어요. 나 이제 다른 사랑 시작해도 될까?

### 정비팀
- 이승용 : 이승용 역 - 항공 정비사

### 승무원팀
- 문희 : 문희 역 - 티로드 항공사 승무원 3년차, 사내확성기. 그녀의 입을 통해 모든 소문이 퍼져 나간다.
- 송보은 : 송보은 역 - 티로드 항공사 승무원 5년차, 사내정보통. 사내의 모든 정보를 꿰차고 있다.
- 이예린 : 이예린 역 - 티로드 항공사 승무원 2년차, 문희와 보은 사이에서 살아남는 방법은 침묵이 최선이라 생각해서 승용을 좋아해도 말 못해 끙끙 앓는다.
- 신원호 : 신원호 역 - 티로드 승무원, 매력 1등, 열정 1등, 친절 1등, 자신감 1등! 티로드 항공사의 자타공인 1등 승무원.
- 여원 : 여원 역 - 티로드 신입승무원, 어디선가 누군가에 무슨 일이 생기기 전에 내가 나타난다! 남들은 오지랖 이란다.

### 오마이 양대창
- 오현경 : 오현경 역- 오마이 양대창 사장, 굽는 놈 따로 있고, 먹는 놈 따로 있더라. 다 필요 없고 나는 계산하는 놈만 상대 해줄게.
- 은비 : 조은비 역 - 말도 많고, 실수도 많은 귀여운 사회 초년생, 옷들과 여행을 가기 위해서 열심히 아르바이트를 하고 있다.

### 특별 출연
- 백일섭 : 백일섭 역 - 동일의 아버지, 희경의 시아버지. 하늘의 친할아버지.
- 제시 : 제시 역 - 동네 쎈언니, 서툰 한국말로 동네 낄때 안낄때 다끼는 지석의 강적. 그러나 점차 싸우면서 정든다고 지석에게 마음이 쏠린다.
- 홍자 : 홍자 역
- 신인선 : 신인선 역

## 조기 종영
- 스태프 임금 미지급 문제로[1] 제작 편성이 늦어지면서 스케줄 문제로 조기 종영했다. 그 후 1년 뒤인 2021년 3월 21일 새롭게 방송이 시작되었다.

## 출연진 분량 문제
너무 주요 인물만 집중해서 보여줘 조연들이 크게 부각되지 않아 아쉬움이 있다. 나오는 조연들이 보조 출연 수준으로 나오는데 김민교, 안드레아스 바르사코풀로스를 제외하면 조연들의 활약들이 없다. 길은혜는 1회 이후로 나오지 않고 크게 부각되지 않아 1회때 박근영과 러브라인 조짐도 있었지만 드라마가 마지막까지 러브라인 보여주지 않았다. 드라마 인물 관계도를 보면 길은혜가 박근영에게 호감을 갖고있다고 됐지만 전혀 다루지 않았고. 결국 비중 없이 하숙집에 나가게 된다. 박근영도 1회부터 핵심 인물로 나왔지만 김광규, 서지석, 성동일, 신원호 문제가 있을 때 등장하고 그 외 아무것도 없다. 4회차 때 김민교가 유일하게 조연들 중 단독으로 나오고 그 이후에는 없다. 성동일, 진희경, 김광규, 오현경, 서지석, 이본, 권은빈, 신원호, 서연우를 제외하면 다른 출연진들의 모습을 보여주지 못 해 아쉬움이 남는다.

## 같이 보기
- 대한민국의 텔레비전 드라마 목록 (ㅇ)
- 2021년 대한민국의 텔레비전 드라마 목록